# Mikalai Shubianok
Mikalai Shubianok (parfois russifié en Nikolay, né le 4 mai 1985 à Gomel) est un athlète biélorusse, spécialiste du décathlon.

## Biographie
Son meilleur score est de 8 055 points obtenu à Asikkala le 5 août 2012. Il a remporté une médaille d'or à l'Universiade de 2009.

### Palmarès
| Date | Compétition     | Lieu     | Résultat | Points |
| ---- | --------------- | -------- | -------- | ------ |
| 2007 | Coupe d'Europe  | Yalta    | 2e       | 8 020  |
| 2007 | Universiade     | Bangkok  | 5e       | 7 721  |
| 2008 | Jeux olympiques | Pékin    | 15e      | 7 906  |
| 2009 | Universiade     | Belgrade | 1er      | 7 960  |
| 2011 | Universiade     | Shenzhen | 6e       | 7 620  |

### Records
| Épreuve   | Performance | Lieu     | Date        |
| --------- | ----------- | -------- | ----------- |
| Décathlon | 8 055 pts   | Asikkala | 5 août 2012 |